# 洛克公园
洛克公园（Rucker Park），美国街头篮球場所，位于纽约市曼哈顿哈莱姆155街和弗雷德里克·道格拉斯大道（Frederick Douglass Boulevard）街角。
1946年，霍尔康比·洛克在第七大道128街和129街之间的一块露天球场上组织了半职业的篮球系列赛，1965年后，这个系列赛移师洛克公园，现名娱乐篮球经典赛（Entertainers Basketball Classic，简称EBC），代表着街头篮球的最高水平。
这个球场的水泥地面是绿色的，标有红线，唯一与一般露天篮球场不同的是，洛克公园球场设有永久性的记分牌。
几乎所有的街球传奇明星都在洛克公园表演过，许多NBA球星也曾来这里与街球高手切磋。在这里打过球的NBA球手有：
- 卡里姆·阿卜杜勒-贾巴尔
- 拉夫·阿尔斯通
- 肯尼·安德森
- 奈特·阿奇博尔德
- 慈善·辛迪福特-阿堤斯
- 威尔特·张伯伦
- 朱利叶斯·欧文
- 康尼·霍金斯
- 斯蒂芬·马布里
- 贾马尔·马什本
- 厄尔·门罗
- 克里斯·穆林
- 萨奇·桑德斯
- 凯文·杜兰特
- 布赖恩·泰勒
- 塞巴斯蒂安·特尔费尔
- 贾马尔·廷斯利（英语：Jamaal Tinsley）
- 科比·布莱恩特